# Tatjana Jurjewna Panowa
Tatjana Jurjewna Panowa (russisch Татьяна Юрьевна Панова; * 13. August 1976 in Moskau, Sowjetunion) ist eine ehemalige russische Tennisspielerin.

## Karriere
Panowa, die mit 18 Jahren Profispielerin wurde, gewann in ihrer Tenniskarriere sechs ITF-Turniere im Einzel. Ein Titel auf der WTA Tour blieb ihr verwehrt.
Zwischen 1994 und 2002 bestritt sie im Fed Cup 15 Partien für Russland, von denen sie zwölf gewann. 2006 beendete sie ihre Profikarriere.

## Erfolge

### Einzel
| Nr. | Datum              | Turnier           | Kategorie   | Belag           | Finalgegnerin          | Ergebnis      |
| --- | ------------------ | ----------------- | ----------- | --------------- | ---------------------- | ------------- |
| 1.  | 1. November 1992   | Šiauliai          | ITF $10.000 | Sand (Halle)    | Natalija Bilezka       | 6:2, 3:6, 6:1 |
| 2.  | 16. Januar 1994    | Mission           | ITF $10.000 | Hartplatz       | Ania Bleszynski        | 6:1, 6:1      |
| 3.  | 10. Juli 1994      | Felixstowe        | ITF $10.000 | Rasen           | Magüi Serna            | 5:7, 6:3, 6:3 |
| 4.  | 24. Juli 1994      | Rheda-Wiedenbrück | ITF $25.000 | Sand            | Linda Niemantsverdriet | 6:0, 6:3      |
| 5.  | 4. September 1994  | Istanbul          | ITF $25.000 | Hartplatz       | Noelia Pérez Peñate    | 6:2, 6:2      |
| 6.  | 14. September 1997 | Samara            | ITF $50.000 | Teppich (Halle) | Lenka Cenková          | 6:0, 6:2      |

## Abschneiden bei Grand-Slam-Turnieren

### Einzel
| Turnier         | 1997 | 1998 | 1999 | 2000 | 2001 | 2002 | 2003 | 2004 | 2005 | 2006 | Karriere |
| --------------- | ---- | ---- | ---- | ---- | ---- | ---- | ---- | ---- | ---- | ---- | -------- |
| Australian Open | —    | 2    | 2    | 1    | 1    | 2    | 3    | 1    | 3    | 1    | 3        |
| French Open     | 1    | 2    | 1    | 1    | 2    | 3    | —    | —    | 1    | —    | 3        |
| Wimbledon       | 1    | 2    | 3    | 1    | 3    | 3    | —    | 3    | 2    | —    | 3        |
| US Open         | 1    | 1    | 1    | 2    | 1    | 3    | —    | 1    | —    | —    | 3        |

### Doppel
| Turnier         | 2002 | 2003 | 2004 | Karriere |
| --------------- | ---- | ---- | ---- | -------- |
| Australian Open | 1    | 1    | 1    | 1        |
| French Open     | —    | —    | —    | —        |
| Wimbledon       | 1    | —    | —    | 1        |
| US Open         | 1    | —    | —    | 1        |